# Марко Черемшина
Марко Черемшина (настоящее имя Иван Юрьевич Семанюк) (13 июня 1874, Кобаки — 25 апреля 1927, Снятин) — украинский писатель-народник и общественный деятель, драматург, адвокат, доктор права.

## Биография
Родился в 13 июня 1874 г. в с. Кобаки Косовского уезда, Галиция, на то время бывшей части Австро-Венгерской империи (ныне Косовский район Ивано-Франковской области Украины) в крестьянской семье.
После окончания начальной школы в 1889 году был отправлен на учёбу в Коломыйской гимназии. Об этом Черемшина упоминает в своих автобиографических новеллах сборника «Карбы» и «Раз дым подымается» («Бо як дім підіймається»). В старших классах учился вместе с Л. Мартовичем и В. Стефаником. Как и они, он на себе ощущал пренебрежение к «мужицким» детям со стороны гимназического начальства и панских сынков. В своей автобиографии для альманаха «Вік» он писал: «Из гимназии вынес я разве что отвращение к галицийской школьной системе. Всегда с нетерпением арестанта ожидал я, бывало, каких-нибудь каникул, чтобы вырваться к народу в горы...». Учился Черемшина хорошо. Уже тогда он шире познакомился с творчеством многих русских, украинских и западноевропейских писателей. Особенное влияние на Черемшина оказало творчество украинского классика Т. Г. Шевченко. Он выучил наизусть почти всего «Кобзаря» и сам начал писать стихи под псевдонимами Василий Заренко, Марко Легит.
В 1895 г. на конкурс, объявленный журналом «Заря», Черемшина написал небольшую драму «Неистовые» («Несамовиті»), в которой показал своё влечение к гуцульской сельской молодёжи и к новой жизни. Драма была принята рецензентами положительно, однако так и осталась неопубликованной, как и ранние стихотворения писателя, а рукопись была утрачена.
Осенью 1896 года Черемшина поступает на юридический факультет Венского университета. По окончании университета в 1906 г. работал адвокатским помощником в Делятине, а с 1912 адвокатом в Снятине, где активно занимался общественно-политической, литературной и культурно-просветительской работой.
В 1896 году Осип Маковей напечатал в своей газете «Буковина» первый рассказ Черемшины «Кормчий» («Керманич»).
Наряду с изучением русской и украинской классической литературы Черемшина в это время интересуется современной ему немецкой и мадьярской литературой, активно читает произведения писателей-модернистов. Влияние этих произведений заметно в его рассказе «Внезапная смерть» («Нечаяна смерть», 1897) и отдельных стихотворениях в прозе из цикла «Листки» (1898).
В 1897 г. писатель знакомиться с Иваном Франком. Встреча произошла в Вене на митинге посвящённом протесту против «кровавых выборов» в австрийский парламент, проводимых в Галиции в условиях политического шантажа и террора. Эта встреча, по мнению самого Черемшины, имела огромное значение для его дальнейшей литературной деятельности. «Когда был основан «Літературно-науковий вісник», — пишет Черемшина в своих воспоминаниях, — я по совету Ивана Франко выступил в нём со своими новеллами о крестьянской жизни и также по совету Франко оставил стихотворения в прозе». С этого времени начинает активно издавать новеллы из сборника «Карбы».
В годы Первой мировой войны находился в родном селе. Последнее десятилетие своей жизни, после распада Австро-Венгрии и захвата Галиции панской Польшей, Черемшина жил в г. Снятине, занимался адвокатской деятельностью и писал произведения о страданиях крестьян. Наблюдая за притеснениями пилсудчиков, преследованиями чиновниками Польши всего прогрессивного, Черемшина с восхищением начинает следить за экономическим и культурным строительством в Советском Союзе и Советской Украине. Писатель налаживает связь с издательствами Советской Украины, посылает туда свои произведения, которые затем печатаются там в периодических изданиях и выходят отдельными сборниками.
В 1925 году выходит вторая книга новелл Черемшины «Село вымирает» («Село вигибає»), а в 1929 году, уже после смерти писателя, был издан последний его сборник «Верховина» и том «Избранных произведений».
Умер Марко Черемшина 25 апреля 1927 года. Похоронен в г. Снятине (Коломыйский район Ивано-Франковской области).

## Литературная деятельность
Литературная деятельность Марко Черемшины начинается с его стихотворений и рассказа «Кормчий», в котором воспел труд плотогонов на Черемоше. В ряде его лучших стихотворений в прозе из цикла «Листки» («Весна», «Симфония», «Осень», «Если б не эти горы» («Щоб не тії гори»)), похожих на стихотворения в прозе И. С. Тургенева, автор выражает своё сочувствие беднякам, гнев и возмущение против их угнетателей. Так, в стихотворении «Осень» писатель откликнулся на характерное для тех условий явление - вынужденную, по причине тяжёлых социальных условий, эмиграцию галицийских крестьян в Америку и Канаду, где они гибли целыми семьями. В своих произведениях Черемшина активно призывал освободиться от иллюзии, что «долю-волю» можно найти где-то на чужбине. Писатель выражает веру в силу народа, в то, что угнетённые «пойдут в бой», победят «царя-людомора», завоюют «долю-волю» в своём собственной краю. Уже в его самых ранних произведениях становится заметно мастерство писателя в написании психологических новелл, его глубокий драматизм, что в дальнейшем станет характерной приметой всего творчества автора.
За 1899—1901 годы в львовском «Литературно-научном вестнике» и черновицкой «Буковине» был напечатан ряд рассказов, которые составили первую книгу писателя о жизни гуцульского крестьянства — «Карбы»: «Святой Николай под арестом» («Святий Николай у гарті»), «Разве дарим воду!» («Хіби даруймо воду!») , «Раз мать родила», «Зведениця», «Бельмо» и другие (всего 15). Они посвящены изображению жизни тёмного, обнищавшего и бесправного гуцульского крестьянства Австро-Венгрии. Именно эта книга сразу поставила Марко Черемшину на одно из ведущих мест среди украинских новеллистов начала XX века. Новелла «Карбы», которая и открывает данный сборник, носит явный автобиографический характер. Мальчик Петрик видит социальное неравенство, попрание человеческого достоинства крестьянина со стороны властей, панов, попов, и это оставляет в душе впечатлительного мальчика глубокие отметины (карбы), «которые никогда не затянутся и не заплывут панским жиром».
После издания сборника «Карбы» в творчестве Черемшины наступил длительный перерыв, после которого с 1919 года начали появляться его рассказы и сборники, посвященные руинам галицкого села, опустошенного событиями Первой мировой войны: новеллы «Село дрожмя-дрожит» («Село потерпає»), «Первые выстрелы» («Перші стріли»), «Поминальник» («Поменник»), «Чтоб им пути не было» («Бодай їм путь пропала»), «Изменник» («Зрадник»), «После боя» («Після бою»). Все они объединены не только тематически, но и сюжетно, представляя собой хронику жизни и страданий гуцульского села во время войны. Также некоторые персонажи переходят из новеллы в новеллу. Почти все военные новеллы Черемшины направлены против австро-германской военщины. Правдиво отражая события того времени, писатель приводит многочисленные факты жестокого обращения австро-германских войск с западноукраинским населением.
Третий тематический цикл составляют рассказы Черемшины, написанные о жизни крестьянства под гнетом польской власти: «Верховина», «Ласка», «Коляда», «На Купалу на Ивана» и др. В них реалистически показаны политические и экономические условия жизни украинского народа при польско-шляхетской оккупации, произвол пилсудчиков, надругательство жандармов и местных властей над крестьянством. 
Современная ему критика отмечала высокое мастерство писателя и богатство народного, часто ритмизованного языка. Учитывая общее их крестьянское происхождение, тематику творчества и дружеские личные связи, историки литературы Черемшину, Василия Стефаника и Леся Мартовича часто объединяют под названием «Покутская тройка». Его произведения отличаются глубоким лиризмом, ритмизацией языка, широким использованием поэтики народных притчей, колядок, дум, что приближает прозаические произведения к поэтическим. Автор талантливо передаёт тончайшие психологические нюансы переживаний героев, в мастерском изображении быта и обычаев гуцулов как в чисто народном лёгком юморе или иронии, так и в скорбном ритме народных похоронных «плачей».
Во Львове отдельным изданием после «Зарубин» вышли сборник рассказов Черемшины: «Избранные произведения» (1929), «Сочинения. Полное издание», т. I—III (1937), «Избранные произведения» (1938). Первое издание в СССР «Село выгибает» со вступительной статьей Николая Зерова вышло в 1925 году. После того избранные произведения Черемшины издавались много раз.
Также Марко Черемшина выступал в качестве переводчика с болгарского, чешского, венгерского, немецкого и других языков.

## Память
В Кобаках, в родном доме писателя, создан мемориальный музей. Также есть литературно-мемориальный музей Марко Черемшины и в Снятине, где ему поставлен бюст, и в с. Делятин, где он жил и работал.

## Кинематограф
По его рассказу «Слеза» создана мультипликационная лента «Рождественская сказка» (1993, «Укранимафильм»). О нем снят фильм «Марко Черемшина» (1975).